# Nouméa International 2005
Die Nouméa International 2005 als offene internationale Meisterschaften von Neukaledonien im Badminton wurden vom 12. bis zum 15. August 2005 ausgetragen.

## Sieger und Platzierte
| Disziplin    | Gold                        | Silber                     | Bronze                         |
| ------------ | --------------------------- | -------------------------- | ------------------------------ |
| Herreneinzel | Stuart Gomez                | Scott Menzies              | Glenn Warfe                    |
| Herreneinzel | Stuart Gomez                | Scott Menzies              | Ross Smith                     |
| Dameneinzel  | Renee Flavell               | Tania Luiz                 | Belinda Hill                   |
| Dameneinzel  | Renee Flavell               | Tania Luiz                 | Valérie Sarengat               |
| Herrendoppel | Ross Smith Glenn Warfe      | Stuart Gomez Scott Menzies | Ghee Ming Fong Burty Molia     |
| Herrendoppel | Ross Smith Glenn Warfe      | Stuart Gomez Scott Menzies | Fabien Kaddour Thommy Sargito  |
| Mixed        | Scott Menzies Renee Flavell | Glenn Warfe Tania Luiz     | Ross Smith Belinda Hill        |
| Mixed        | Scott Menzies Renee Flavell | Glenn Warfe Tania Luiz     | Thommy Sargito Cécile Sarengat |